# كيرلي
كيرلي كويف (بالإستونية: Kerli Kõiv)‏ وهي مغنية وكاتبة أغاني ودي جاي أستونية ولدت في يوم 7 فبراير 1987 في بلدة إيلفا في إستونيا، كانت مغنية قبل توقيعها عقد مع شركة آيلاند ريكوردز في 2006 بواسطة إل.أي. ريد غنت أغنية لوف غس ديد وألتي احتلت المراتب 200 الأولى في العالم في بيلبورد 200.

## روابط خارجية
- كيرلي على موقع IMDb (الإنجليزية)
- كيرلي على موقع ميوزك برينز (الإنجليزية)
- كيرلي على موقع أول ميوزيك (الإنجليزية)
- كيرلي على موقع ديسكوغز (الإنجليزية)